# Galina Koževnikova
Galina Vladimirovna Koževnikova in russo Галина Владимировна Кожевникова? (Kazan', 16 marzo 1974 – Mosca, 5 marzo 2011) è stata una storica e giornalista russa.